# Spring Framework
Spring es un framework para el desarrollo de aplicaciones y contenedor de inversión de control, de código abierto para la plataforma Java.
La primera versión fue escrita por Rod Johnson, quien lo lanzó junto a la publicación de su libro Expert One-on-One J2EE Design and Development (Wrox Press, octubre de 2002). El framework fue lanzado inicialmente bajo la licencia Apache 2.0 en junio de 2003. El primer gran lanzamiento fue la versión 1.0, que apareció en marzo de 2004 y fue seguida por otros hitos en septiembre de 2004 y marzo de 2005. La versión 1.2.6 de Spring Framework obtuvo reconocimientos Jolt Awards y Jax Innovation Awards en 2006. Spring Framework 2.0 fue lanzada en 2006, la versión 2.5 en noviembre de 2007, Spring 3.0 en diciembre de 2009 y Spring 3.1 dos años más tarde. El inicio del desarrollo de la versión 4.0 fue anunciado en enero de 2013. La versión actual es la 5.1.6.
Si bien las características fundamentales de Spring Framework pueden ser usadas en cualquier aplicación desarrollada en Java, existen variadas extensiones para la construcción de aplicaciones web sobre la plataforma Java EE. A pesar de que no impone ningún modelo de programación en particular, este framework se ha vuelto popular en la comunidad al ser considerado un complemento al modelo EJB (Enterprise JavaBean).

## Historia
Los primeros componentes de lo que se ha convertido en Spring Framework fueron escritos por Rod Johnson en el año 2000, mientras trabajaba como consultor independiente para sus clientes en la industria financiera en Londres. Mientras escribía el libro Expert One-on-one J2EE Design And Development (Programmer to programmer), Rod amplió su código para sintetizar su visión acerca de cómo las aplicaciones que trabajan con varias partes de la plataforma J2EE podían llegar a ser más simples y más consistentes que aquellas que los desarrolladores y compañías estaban usando por aquel entonces. 
En el año 2001 los modelos dominantes de programación para aplicaciones basadas en web eran ofrecidas por el API Java Servlet y los Enterprise JavaBeans, ambas especificaciones creadas por Sun Microsystems en colaboración con otros distribuidores y partes interesadas que disfrutaban de gran popularidad en la comunidad Java. Las aplicaciones que no eran basadas en web, como las aplicaciones basadas en cliente o aplicaciones en batch, podían ser escritas con base en herramientas y proyectos de código abierto o comerciales que proveyeran las características requeridas para aquellos desarrollos.
Finalmente, tras publicar su libro en 2002, Rod Johnson presentó por primera vez su código del framework de Java Interface 21 que vendría siendo la base de framework spring. Se formó un pequeño equipo de desarrolladores que esperaba trabajar en extender el framework y un proyecto fue creado en Sourceforge en febrero de 2003. Después de trabajar en su desarrollo durante más de un año lanzaron una primera versión (versión 1.0) en marzo de 2004. Después de este lanzamiento, Spring ganó mucha popularidad en la comunidad Java, debido en parte al uso de Javadoc y de una documentación de referencia por encima del promedio de un proyecto de código abierto.
Sin embargo, Spring Framework también fue duramente criticado en 2004 y sigue siendo el tema de acalorados debates. Al tiempo en que se daba su primer gran lanzamiento muchos desarrolladores y líderes de opinión vieron a Spring como un gran paso con respecto al modelo de programación tradicional; esto era especialmente cierto con respecto a Enterprise JavaBeans. Una de las metas de diseño de Spring Framework es su facilidad de integración con los estándares J2EE y herramientas comerciales existentes. Esto quita en parte la necesidad de definir sus características en un documento de especificación elaborado por un comité oficial y que podría ser criticado.
Spring Framework hizo que aquellas técnicas que resultaban desconocidas para la mayoría de programadores se volvieran populares en un periodo muy corto de tiempo. El ejemplo más notable es la inversión de control. En el año 2004, Spring disfrutó de unas altísimas tasas de adopción y al ofrecer su propio framework de programación orientada a aspectos (aspect-oriented programming, AOP) consiguió hacer más popular su paradigma de programación en la comunidad Java.[cita requerida]
En 2005 Spring superó las tasas de adopción del año anterior como resultado de nuevos lanzamientos y más características fueron añadidas. El foro de la comunidad formada alrededor de Spring Framework (The Spring Forum) que arrancó a finales de 2004 también ayudó a incrementar la popularidad del framework y desde entonces ha crecido hasta llegar a ser la más importante fuente de información y ayuda para sus usuarios.

## Módulos
Spring Framework comprende diversos módulos que proveen un rango de servicios:
- Contenedor de inversión de control: permite la configuración de los componentes de aplicación y la administración del ciclo de vida de los objetos Java, se lleva a cabo principalmente a través de la inyección de dependencias.
- Programación orientada a aspectos: habilita la implementación de rutinas transversales.
- Acceso a datos: se trabaja con RDBMS en la plataforma java, usando Java Database Connectivity y herramientas de Mapeo objeto relacional con bases de datos NoSQL.
- Gestión de transacciones: unifica distintas APIs de gestión y coordina las transacciones para los objetos Java.
- Modelo vista controlador: Un framework basado en HTTP y servlets, que provee herramientas para la extensión y personalización de aplicaciones web y servicios web REST.
- Framework de acceso remoto: Permite la importación y exportación estilo RPC, de objetos Java a través de redes que soporten RMI, CORBA y protocolos basados en HTTP incluyendo servicios web (SOAP).
- Convención sobre Configuración: el módulo Spring Roo ofrece una solución rápida para el desarrollo de aplicaciones basadas en Spring Framework, privilegiando la simplicidad sin perder flexibilidad.
- Procesamiento por lotes: un framework para procesamiento de mucho volumen que como características incluye funciones de registro/trazado, manejo de transacciones, estadísticas de procesamiento de tareas, reinicio de tareas, y manejo de recursos.
- Autenticación y Autorización: procesos de seguridad configurables que soportan un rango de estándares, protocolos, herramientas y prácticas a través del subproyecto Spring Security (antiguamente Acegi).
- Administración Remota: Configuración de visibilidad y gestión de objetos Java para la configuración local o remota vía JMX.
- Mensajes: Registro configurable de objetos receptores de mensajes, para el consumo transparente desde la a través de JMS, una mejora del envío de mensajes sobre las API JMS estándar.
- Testing: Soporte de clases para desarrollo de unidades de prueba e integración.

## Contenedor de inversión de control
El corazón de Spring Framework es su contenedor de inversión de control (IoC). Su trabajo es instanciar, inicializar y conectar objetos de la aplicación, además de proveer una serie de características adicionales disponibles en Spring a través del tiempo de vida de los objetos.
Los objetos creados y gestionados por el contenedor se denominan objetos gestionados o beans. Estos objetos son del tipo POJO. Para realizar su tarea el contenedor necesita información indicando como instanciar y conectar entre sí los beans. A esta información se la llama metadatos de configuración. Hay distintas formas de proporcionar esta información: basándose en XML, basándose en anotaciones o basándose en objetos Java (desde Spring 3.0). El contenedor es independiente del formato de los metadatos de configuración. El usuario puede usar el formato que desee e incluso mezclarlos en la misma aplicación.
Los objetos pueden ser obtenidos por  búsqueda de dependencias o por inyección de dependencias. búsqueda de dependencias es un modelo donde se pide al objeto contenedor un objeto con un nombre específico o de un tipo específico. inyección de dependencias es un modelo en el que el contenedor pasa objetos por nombre a otros objetos, ya sea a través de métodos constructores, propiedades, o métodos de la fábrica.
En muchos casos cuando se utilizan otras partes del Spring Framework no necesita utilizar el Contenedor, aunque probablemente su uso le permita hacer una aplicación más fácil de configurar y personalizar. El Contenedor de Spring le proporciona un mecanismo consistente para configurar las aplicaciones, y se integra con casi todos los entornos Java, desde aplicaciones de pequeñas a grandes aplicaciones empresariales.
El contenedor se puede convertir en un contenedor EJB 3.0 parcialmente por medio del proyecto Pitchfork. Algunos critican al Spring Framework por no cumplir los estándares. Sin embargo, SpringSource (enlace roto disponible en Internet Archive; véase el historial, la primera versión y la última). no ve el cumplimiento EJB 3 como un objetivo importante, y afirma que el Spring Framework y el contenedor permiten modelos de programación más potentes.
No creas un objeto, sino describes la forma en que deben crearse, definiéndolo en el archivo de configuración de Spring. No llamas a los servicios y componentes, sino dices que servicios y componentes deben ser llamados, definiéndolos en los archivos de configuración de Spring. Esto hace el código fácil de mantener y más fácil de probar mediante la Inyección de Dependencia (IoC).